# Jakob Gerhardt
Jakob Gerhardt (ur. 26 lipca 1889 w Podrzeczu, zm. 23 kwietnia 1966 w Gronau) – pastor luterański, wieloletni proboszcz Parafii Ewangelicko-Augsburskiej w Bełchatowie, działacz mniejszości niemieckiej w województwie łódzkim, pierwszy okupacyjny burmistrz Bełchatowa.

## Życiorys
Jakob Gerhardt urodził się 26 lipca 1889 roku w Podrzeczu w Małopolsce w rodzinie rolnika Georga Gerhardta i Elisabeth, z domu Bayer. W latach 1911–1914 studiował teologię ewangelicką i filozofię na Uniwersytecie Lipskim i Uniwersytecie Wiedeńskim. Następnie służył jako kaznodzieja i wikariusz w Koronowie, Ostrzeszowie, Odolanowie, Gnieźnie i Jarocinie. 2 marca 1919 roku został ordynowany na duchownego ewangelickiego w Poznaniu, po czym objął parafię w Latowicach, gdzie był proboszczem w latach 1919-1923. W 1923 roku rozpoczął pracę w Kościele Ewangelicko-Augsburskim w RP i został skierowany na parafię w Sobiesękach, w której służył przez rok.
1 listopada 1924 pastor Gerhardt został wybrany na proboszcza parafii luterańskiej w Bełchatowie. W czasie swojej pracy dał się poznać jako organizator życia kulturalnego bełchatowskich Niemców. Dzięki jego staraniom w 1928 wyremontowano i przebudowano bełchatowski kościół ewangelicki, a w 1936 roku udało się wybudować kościół Gustawa Adolfa w Zelowie dla filiału w Pożdżenicach, którego poświęcenia dokonano 17 maja. W tym samym roku udało mu się odzyskać, zajęty wcześniej przez władze miejskie, dom zborowy. Doprowadził także do wznowienia działalności chóru i powołania parafialnej kasy oszczędnościowo-pożyczkowej.
23 kwietnia 1937 w głosowaniu delegatów diecezjalnych został wybrany na seniora (zwierzchnika) diecezji piotrkowskiej Kościoła Ewangelicko-Augsburskiego w RP. Wybór ten jednak nie został zatwierdzony zarówno przez bp Juliusza Burschego, jak i przez Ministerstwo Wyznań Religijnych i Oświecenia Publicznego. W powtórzonym głosowaniu zwyciężył propolski pastor Leon Witold May z Tomaszowa Mazowieckiego.
27 czerwca 1938 roku został aresztowany w związku z podejrzeniem popełnienia przestępstw dewizowych i pomocy w nielegalnym przekraczaniu granicy polsko-niemieckiej. Jego proces odbił się głośnym echem w niemieckojęzycznej prasie wydawanej w województwie łódzkim. W trakcie procesu zeznawało ponad 100 świadków. 27 lutego 1939 został skazany przez sąd w Piotrkowie Trybunalskim za przestępstwa dewizowe na rok pozbawienia wolności i grzywnę w wysokości 3000 złotych. Z zarzutu pomagania w nielegalnym przekraczaniu granicy został uniewinniony. W czerwcu 1939 Sąd Apelacyjny w Warszawie potwierdził dotychczasowy wyrok i dodatkowo doliczył kolejne 6 miesięcy pozbawienia wolności za ułatwianie nielegalnego przekraczania granicy polsko-niemieckiej . Pastor Gerhardt karę odbywał w areszcie w Piotrkowie Trybunalskim.
Po zajęciu Piotrkowa przez Wehrmacht we wrześniu 1939 został uwolniony i przywrócony do pracy w bełchatowskiej parafii. 15 września 1939 został mianowany przez władze wojskowe na stanowisko burmistrza Bełchatowa. Funkcję tę pełnił do wiosny 1940. W tym czasie wprowadzono pierwsze przepisy wymierzone przeciwko bełchatowskim Żydom.
W 1941 roku popadł w konflikt z lokalnymi hitlerowcami i opuścił Bełchatów. W tym samym roku objął parafię ewangelicką w Orłowej na Zaolziu, w której służył do końca wojny. Tam został postrzelony przez polskich partyzantów i stracił prawe oko.
Po wojnie wyjechał do Niemiec. W roku 1946 pracował w parafiach ewangelickich w Treuenbrietzen i Rudolstadt, następnie w parafii staroluterańskiej w Weißenfels, do której trafiło wielu Niemców przesiedlonych z centralnej Polski. W latach 1948–1952 służył w parafii ewangelickiej w westfalskim Epe (dzisiejsza część miasta Gronau). W 1952 wyjechał do Stanów Zjednoczonych i został, wraz z ks. Teofilem Bartnickim, pastorem polsko-niemieckiej parafii luterańskiej działającej przy kościele luterańskim św. Jana w Nowym Jorku. Po przejściu na emeryturę w 1954 powrócił do Niemiec i zamieszkał na stałe w Gronau. Zmarł 23 kwietnia 1966 roku.

## Życie prywatne
W 1927 roku ożenił się z Marią Magdaleną, z domu Mickler, pochodzącą z Tomaszowa Mazowieckiego. Miał dwóch synów.